# Анилофос
Анилофос — гербицид из группы фосфодитионатов. Селективный гербицид для борьбы с однолетними травами и осоковыми сорняками в рассадном рисе. Был разработан компанией Hoechst в 1980-х годах.

## Синтез
Синтез начинается с реакции 1,4-дихлорбензола и изопропиламина, которая приводит к образованию p-хлор-N-изопропиланилин. p-Хор-N-изопропиланилин далее последовательно реагирует с хлорацетилхлоридом и диметилдитиофосфорной кислотой, образуя анилофос.

## Использование
Анилофос продаётся под торговыми названиями Азорин и Рико в качестве селективного гербицида, Наиболее активно используется для выращивания риса.

## Утверждение
В странах ЕС и в Швейцарии анилофос запрещён к использованию.